# Bauernmuseum Anthalerstadl
Das Heimatmuseum Haigermoos liegt im Ortszentrum von Haigermoos im Anthalerhof. In dem zum Hof gehörenden Bundwerkstadel hat der Altbauer Georg Felber seit seiner Kindheit ein Heimatmuseum errichtet. Er hat die Gegenstände des täglichen Gebrauches in der Landwirtschaft und am Hof ausgestellt. Des Weiteren befinden sich im Museum Abteilungen, die der Feuerwehr, dem Telefon (OB- und W-Apparate) und der Milchverarbeitung sowie der Waldarbeit gewidmet sind.